# Historia de los ministerios de Educación de España
Este artículo trata sobre los ministerios españoles que, a lo largo de la historia, han asumido competencias en materia educativa.

## Historia
El Ministerio de Educación se creó, bajo la denominación de Ministerio de Instrucción Pública y Bellas Artes, mediante la Ley de Presupuestos de 31 de marzo de 1900, desarrollado por Real Decreto de 18 de abril de 1900. Sin embargo, la acción del Gobierno en materia de educación es muy anterior. El artículo 369 de la Constitución de Cádiz de 1812 instauró una Dirección General de Estudios para la Inspección de la Enseñanza Pública, que dependía del Gobierno del Reino. Trece años después la Dirección General de Estudios adquiría el nombre de Inspección General de Instrucción Pública y, en 1834 recupera su denominación original y mediante Real Decreto de 13 de mayo de 1846, Dirección General de Instrucción Pública.
Su dependencia orgánica fue, sucesivamente, de la Secretaría de Gracia y Justicia, bajo el reinado de Fernando VII, de la Secretaría de Estado y del Despacho de Fomento General del Reino (1832), con competencias sobre instrucción pública, universidades, sociedades económicas, colegios, Reales Academias, Escuelas de Primera Enseñanza y los Conservatorios de Arte y Música; de la Secretaría de Estado y del Despacho de Interior (1834), comprendiendo áreas tan dispares como escuelas, universidades, colegios, estudios, presidios, imprentas, archivos y bibliotecas, juntas de medicina, farmacia y sanidad, lazaretos y baños de aguas minerales, veterinaria, teatros y museos; de la Secretaría de Estado y del Despacho de la Gobernación del Reino (1835); de la Secretaría de Estado y del Despacho de Comercio, Instrucción y Obras Públicas (1847), con capacidad, entre otras áreas, sobre Universidades, Institutos de Segunda Enseñanza, Colegios de Humanidades, Colegios de Sordomudos, Colegios de Ciegos, Instrucción Primaria, Veterinaria, Academias y demás Sociedades Científicas y Literarias; del Ministerio de Gracia y Justicia (1851) y del Ministerio de Fomento (1855).
La actuación gubernamental en materia de Educación permaneció en el Ministerio de Fomento durante 45 años, en los que se mantuvo la denominación de Dirección General de Instrucción Pública, que reunía también las funciones relativas a Cultura. La Dirección General se dividía en ocho negociados: Negociados: Universidades; Institutos; Primera Enseñanza; Archivos, Bibliotecas y Museos; Bellas Artes y Fomento; Contabilidad y el Boletín de la Propiedad Intelectual e Industrial.
La escisión en dos del Ministerio de Fomento en 1900 propició el nacimiento del Ministerio de Instrucción Pública y Bellas Artes, que conservó esta denominación hasta el inicio de la guerra civil española y que también comprendía las competencias de Cultura. Su creación se debe al entonces Presidente del Gobierno Francisco Silvela y su primer titular fue Antonio García Alix. Silvela había accedido poco antes a la Presidencia del Consejo y estuvo obligado a recortar presupuestos tras el desastre del 98. Así en abril remodeló el gabinete eliminando el Ministerio de Ultramar -que sin las colonias no tenía sentido- y el de Fomento, creando, además del de Instrucción, el de Agricultura. Alix duró como ministro algo más de diez meses, y no contó con presupuesto para desarrollar el Ministerio. 
No sería hasta la entrada del conde de Romanones que empezaría a perfilarse un modelo de Ministerio con tímidos aires regeneracionistas. Inicialmente, contaba con cuatro secciones: Universidades e Institutos; Primera Enseñanza y Escuelas Normales; Bellas Artes; y Construcciones Civiles y Escuelas Especiales. Su labor consistió en el fomento de las enseñanzas pública y privada sus diferentes clases y grados, el fomento de las ciencias y letras, Bellas Artes, Archivos, Bibliotecas y Museos, así como la Dirección General del Instituto Geográfico y Estadístico.
A lo largo de esos años, el Departamento fue ensanchando sus estructura, con la creación de la Dirección General de Enseñanza Primaria (1911) y la de Bellas Artes(1915). Fue también en esta época cuando se construye la actual sede en la calle Alcalá 36 de Madrid.
Bajo la II República, el Departamento asumió la competencia sobre Formación Profesional (hasta entonces dependiente de Trabajo) y se crea la Dirección General de Enseñanza Técnica y Superior.
Tras la instauración del régimen franquista y ya bajo la denominación de Ministerio de Educación Nacional, el Departamento asumió competencias sobre medios de comunicación (propaganda) así como la gestión teatral de los teatros Español y María Guerrero, a través del denominado Consejo Nacional de Teatros; en 1951 todas esas competencias fueron cedidas al recién creado Ministerio de Información y Turismo.
Durante ese periodo también se creó en el seno del Ministerio el Consejo Superior de Investigaciones Científicas. A través de la Ley 35/1966, de 31 de mayo el Departamento cambia su denominación por la de Ministerio de Educación y Ciencia, que perduraría tres décadas. Según declaraciones del a la sazón ministro, Manuel Lora-Tamayo, se pretendía, siguiendo recomendaciones del Consejo de Europa y la OCDE, realzar la labor científica e investigadora de la Administración española y ponerla en directa relación con las enseñanzas superiores. La ley, además, incluía entre las competencias del Ministerio la de impulsar el desarrollo científico, fomentando la investigación y promoviendo la coordinación de ésta con la que llevan a cabo otros centro nacionales y extranjeros. Se creó asimismo una Subsecretaría de Enseñanza Superior e Investigación.
Mediante Real Decreto 2162/1976, de 30 de julio el Ministerio quedó organizado en una Subsecretaría y ocho Direcciones Generales: Secretaría General Técnica, D.G. de Personal, D.G. de Programación e Inversiones, D.G. de Educación Básica, D.G. de Enseñanzas Medias, D.G. de Universidades, D.G. de Política Científica y D.G. de Patrimonio Artístico y Cultural, además de las Delegaciones Provinciales de Educación, el Consejo Nacional de Educación, la Junta Nacional de Universidades y el CISC, entre otros Organismos.
Un año más tarde, con la creación del nuevo Ministerio de Cultura, se desgaja la Dirección General de Patrimonio Artístico y Cultural. Además, entre 1979 y 1981, junto al Ministerio de Educación y Ciencia existió un Ministerio de Universidades e Investigación. En 1990, se el Consejo Superior de Deportes se integra en la dependencia orgánica de Educación.
Con la llegada al Gobierno del Partido Popular en 1996, ambos Educación y Cultura vuelven a fusionarse y se establecen las Secretarías de Estado de Universidades, Investigación y Desarrollo y la de Cultura, así como la Secretaría General de Educación y Formación Profesional. Sin embargo, bajo el segundo mandato de José María Aznar (2000-2004), Educación pierde las competencias de investigación en beneficio del nuevo Ministerio de Ciencia e Innovación.
En 2004, el nuevo Gobierno de José Luis Rodríguez Zapatero recupera la clásica denominación de Ministerio de Educación y Ciencia. De nuevo, Cultura adquiere rango ministerial y Ciencia e Investigación retornan a Educación. Tan solo durante cuatro años, pues en 2008 se crea el Ministerio de Ciencia e Innovación que asume las competencias de Ciencia y Educación Universitaria. A cambio, al Ministerio de Educación se le asigna la competencia sobre Política social. Esta situación se mantiene un año: En 2009 se devuelven a Educación las funciones sobre Enseñanza Superior y pierde, en favor de Sanidad, la Política social.
En la X Legislatura, desde el 22 de diciembre de 2011, el Ministerio de Educación se fusiona de nuevo con Cultura en el nuevo Departamento de Educación, Cultura y Deporte. Tras la moción de censura contra Mariano Rajoy de 2018 y la formación del nuevo Gobierno de Pedro Sánchez en junio de 2018, el Ministerio volvió a desgajarse de Cultura y además pierde las competencias en Universidades, en favor del Ministerio de Ciencia. Pasa a denominarse Ministerio de Educación y Formación Profesional.
En la XV Legislatura, que comienza en 2023, Educación recupera las competencias sobre el área de Deportes.

## Denominaciones del Ministerio
Desde el Reinado de Alfonso XIII el actual Ministerio de Educación ha recibido sucesivamente las siguientes denominaciones:
- Ministerio de Instrucción Pública y Bellas Artes (1900-1937)
- Ministerio de Instrucción Pública y Sanidad (1937-1939)
- Comisión de Cultura y Enseñanza de la Junta Técnica del Estado (1936-1938)
- Ministerio de Educación Nacional (1938-1966)
- Ministerio de Educación y Ciencia (1966-1976, 1978-1981, 1981-1996, 2004-2008)
- Ministerio de Educación (1976-1978, 2009-2011)
- Ministerio de Educación y Universidad (1981)
- Ministerio de Educación y Cultura (1996-2000)
- Ministerio de Educación, Cultura y Deporte (2000-2004, 2011-2018)
- Ministerio de Educación, Política Social y Deporte (2008-2009)
- Ministerio de Educación y Formación Profesional (2018-2023)
- Ministerio de Educación, Formación Profesional y Deportes (2023- )

## Lista de Ministros

### Ministros en el periodo post-franquista
| Espectro político |
| ----------------- |
| UCD PSOE PP       |

| Nombre | Nombre                    | Retrato               | Mandato                 | Mandato                 | Partido Político | Eventos importantes | Gobierno                     | Gobierno |
| ------ | ------------------------- | --------------------- | ----------------------- | ----------------------- | ---------------- | --- | ---------------------------- | -------- |
|        | Íñigo Cavero Lataillade   |                       | 4 de julio de 1977      | 5 de abril de 1979      | UCD              | | Adolfo Suárez                |          |
|        | José Manuel Otero         |                       | 5 de abril de 1979      | 8 de septiembre de 1980 | UCD              | Se aprueba la Ley Orgánica Reguladora del Estatuto de Centros Escolares, LOECE.                                                         | Adolfo Suárez                |          |
|        | Juan Antonio Ortega       |                       | 8 de septiembre de 1980 | 1 de diciembre de 1981  | UCD              | | Adolfo Suárez                |          |
|        | Juan Antonio Ortega       | Leopoldo Calvo Sotelo | 8 de septiembre de 1980 | 1 de diciembre de 1981  | UCD              | |                              |          |
|        | Federico Mayor Zaragoza   |                       | 1 de diciembre de 1981  | 2 de diciembre de 1982  | UCD              | |                              |          |
|        | José María Maravall       |                       | 2 de diciembre de 1982  | 11 de julio de 1988     | PSOE             | Se aprueba la Ley Orgánica del Derecho a la Educación, LODE. Huelga de estudiantes de Educación Secundaria.                             | Felipe González              |          |
|        | Javier Solana Madariaga   |                       | 11 de julio de 1988     | 23 de junio de 1992     | PSOE             | Se aprueba la Ley Orgánica de Ordenación General del Sistema Educativo de España (LOGSE).                                               | Felipe González              |          |
|        | Alfredo Pérez Rubalcaba   |                       | 23 de junio de 1992     | 13 de julio de 1993     | PSOE             | | Felipe González              |          |
|        | Gustavo Suárez Pertierra  |                       | 13 de julio de 1993     | 2 de julio de 1995      | PSOE             | | Felipe González              |          |
|        | Jerónimo Saavedra Acevedo |                       | 2 de julio de 1995      | 5 de mayo de 1996       | PSOE             | | Felipe González              |          |
|        | Esperanza Aguirre         |                       | 5 de mayo de 1996       | 18 de enero de 1999     | PP               | El Congreso de los Diputados rechaza el denominado «Plan de Mejora de la Enseñanza de las Humanidades en el Sistema Educativo Español». | José María Aznar             |          |
|        | Mariano Rajoy Brey        |                       | 18 de enero de 1999     | 27 de abril de 2000     | PP               | Se produce el traspaso de competencias en materia de educación a todas las comunidades que aun no las habían asumido.                   | José María Aznar             |          |
|        | Pilar del Castillo        |                       | 27 de abril de 2000     | 17 de abril de 2004     | PP               | Se aprueba la Ley Orgánica de Calidad de la Educación, LOCE                                                                             | José María Aznar             |          |
|        | María Jesús San Segundo   |                       | 17 de abril de 2004     | 11 de abril de 2006     | PSOE             | Se aprueba la Ley Orgánica de Educación, LOE.                                                                                           | José Luis Rodríguez Zapatero |          |
|        | Mercedes Cabrera          |                       | 11 de abril de 2006     | 7 de abril de 2009      | PSOE             | | José Luis Rodríguez Zapatero |          |
|        | Ángel Gabilondo Pujol     |                       | 7 de abril de 2009      | 21 de diciembre de 2011 | PSOE             | | José Luis Rodríguez Zapatero |          |
|        | José Ignacio Wert         |                       | 21 de diciembre de 2011 | 26 de junio de 2015     | PP               | Se aprueba la Ley orgánica para la mejora de la calidad educativa, LOMCE.                                                               | Mariano Rajoy                |          |
|        | Íñigo Méndez de Vigo      |                       | 26 de junio de 2015     | 1 de junio de 2018      | PP               | | Mariano Rajoy                |          |
|        | Isabel Celaá              |                       | 7 de junio de 2018      | 12 de julio de 2021     | PSOE             | Se aprueba la Ley Orgánica de Modificación de la LOE, LOMLOE.                                                                           | Pedro Sánchez                |          |
|        | Pilar Alegría             |                       | 12 de julio de 2021     | Actualidad              | PSOE             | | Pedro Sánchez                |          |

## Lista de Secretarios de Estado
- Secretario de Estado de Educación: 
  - Alfredo Pérez Rubalcaba (1988-1992)
  - Álvaro Marchesi Ullastres (1992-1996)
  - Alejandro Tiana Ferrer (2020-2022)
  - José Manuel Bar Cendón (2022-2024)
  - Abelardo de la Rosa Díaz (2024- )
- Secretario de Estado de Universidades e Investigación: 
  - Luis González Seara (1977-1979).
  - Manuel Cobo del Rosal (1981).
  - Saturnino de la Plaza Pérez (1981-1982).
  - Carmina Virgili (1982-1985).
  - Juan Manuel Rojo Alaminos (1985-1992).
  - Elías Fereres Castiel (1992-1994).
  - Emilio Octavio de Toledo y Ubieto (1994-1995).
  - Enric Banda Tarradellas (1995-1996).
  - Salvador Ordóñez Delgado (2004-2006).
  - Miguel Ángel Quintanilla (2006-2008).
- Secretario de Estado de Universidades, Investigación y Desarrollo: 
  - Fernando Tejerina García (1996-1997).
  - Manuel Jesús González González (1997-1999).
- Secretario de Estado de Educación, Universidades, Investigación y Desarrollo: 
  - Jorge Fernández Díaz (1999-2000).
- Secretario de Estado de Educación y Universidades: 
  - Julio Iglesias de Ussel (2000-2004).
- Secretaria de Estado de Educación y Formación: 
  - Eva Almunia (2008-2010).
- Secretario de Estado de Educación y Formación Profesional: 
  - Mario Bedera Bravo (2010-2011)
- Secretario de Estado de Universidades 
  - Márius Rubiralta i Alcañiz (2008-2009) (1)
- Secretario de Estado de Educación, Formación Profesional y Universidades:
  - Montserrat Gomendio Kindelan (2012-2015)
  - Marcial Marín Hellín (2015-2018)
- Secretario de Estado de Educación y Formación Profesional
  - Alejandro Tiana Ferrer (2018-2020)
- Secretaria de Estado de Universidades, Investigación, Desarrollo e Innovación
  - Ángeles Heras Caballero (2018-2020) (2)

(1) En el Ministerio de Ciencia e Innovación
(2) En el Ministerio de Ciencia, Innovación y Universidades

## Lista de Secretarios Generales
- Secretario General de Educación: 
  - Joaquín Arango Vila-Belda (1985-1986).
  - Alfredo Pérez Rubalcaba (1986-1988).
  - Alejandro Tiana Ferrer (2004-2008).
- Secretaria General Formación Profesional: 
  - Esther Moterrubio Ariznabarreta (2024- )
  - Clara Sanz López (2020-2024)
- Secretario General de Educación y Formación Profesional: 
  - Eugenio Nasarre Goicoechea (1996-1998).
  - Francisco López Rupérez (1998-1999).
  - Roberto Mur Montero (1999-2000).
  - Isabel Couso Tapia (2000-2004).
- Secretario General de Universidades
  - Francisco García Pascual (2024- ) (1)
  - José Manuel Pingarrón Carrazón (2018-2024) (1)
  - Jorge Sáinz González (2015-2018)
  - Juan María Vázquez Rojas (2015)
  - Federico Morán Abad (2012-2015)
  - María Amparo Camarero Olivas (2012)
  - Màrius Rubiralta i Alcañiz (2009-2012)

(1) En el Ministerio de Ciencia, Innovación y Universidades

## Lista de Subsecretarios
| Nombre                               | Cuerpo de funcionarios                                      | Año de nacimiento | Fecha de nombramiento    |
| ------------------------------------ | ----------------------------------------------------------- | ----------------- | ------------------------ |
| Sebastián Martín-Retortillo Baquer   | Profesor Universitario                                      | 1931              | 23 de julio de 1976      |
| Antonio Fernández Galiano Fernández  | Profesor Universitario                                      | 1926              | 23 de julio de 1977      |
| Miguel Ángel Sánchez-Terán Hernández | Cuerpo de Abogados del Estado                               | 1942              | 15 de diciembre de 1978  |
| Juan Manuel Ruigómez e Iza           | Cuerpo de Abogados del Estado                               | 1924              | 27 de abril de 1979      |
| Antonio Lago Carballo                | Profesor Universitario                                      | 1923              | 10 de octubre de 1980    |
| Antonio de Juan Abad                 | Letrado del Tribunal de Cuentas                             | 1934              | 18 de diciembre de 1981  |
| José Torreblanca Prieto              | Cuerpo Superior de Administradores Civiles del Estado       | 1938              | 7 de diciembre de 1982   |
| Joaquín Arango Vila-Belda            | Profesor Universitario                                      | 1947              | 25 de septiembre de 1986 |
| Javier Matía Prim                    | Profesor Universitario                                      | 1947              | 2 de septiembre de 1988  |
| Enrique Guerrero Salom               | Cuerpo Superior de Administradores Civiles del Estado       | 1948              | 12 de abril de 1991      |
| Juan Ramón García Secades            | Ingenieros de Minas                                         | 1948              | 3 de septiembre de 1993  |
| Ignacio González González            | Cuerpo Técnico del Ayuntamiento de Madrid                   | 1960              | 10 de mayo de 1996       |
| Ana María Pastor Julián              | Cuerpo Superior de Salud Pública y Administración Sanitaria | 1957              | 22 de enero de 1999      |
| Mariano Zabía Lasala                 | Cuerpo Superior de Administradores Civiles del Estado       | 1949              | 5 de mayo de 2000        |
| José Luis Cádiz Deleito              | Cuerpo Superior de Administradores Civiles del Estado       | 1945              | 28 de noviembre de 2003  |
| Fernando Gurrea Casamayor            | Profesor Universitario                                      | 1961              | 19 de abril de 2004      |
| Mercedes López Revilla               | Cuerpo Superior de Administradores Civiles del Estado       | 1950              | 14 de abril de 2008      |
| Fernando Benzo Sáinz                 | Cuerpo Superior de Administradores Civiles del Estado       | 1965              | 30 de diciembre de 2011  |
| José Canal Muñoz                     | Cuerpo Superior de Administradores Civiles del Estado       | 1969              | 18 de noviembre de 2016  |
| Fernando Gurrea Casamayor            | Profesor Universitario                                      | 1961              | 15 de junio de 2018      |
| Luis Cerdán Ortiz-Quintana (*)       | Cuerpo Superior de Administradores Civiles del Estado       | 1981              | 17 de enero de 2020      |
| Markus González Beilfuss (*)         | Profesor Universitario                                      |                   | 1 de febrero de 2022     |
| Liborio López García                 | Cuerpo Superior de Administradores Civiles del Estado       | 1958              | 5 de abril de 2022       |
| Santiago Antonio Roura Gómez         | Profesor Universitario                                      | 1970              | 19 de diciembre de 2023  |

(*) Subsecretario de Universidades

## Lista de directores generales
- Dirección de Gabinete del Ministro
  - Luis Sala Gracia (2021- )
  - Marta Cruells López (2020-2023) (*)
  - José Antonio Hernández de Toro (2018-2021)
  - María Tena García (2018)
  - Manuel Barranco Mateos (2015-2018)
  - Magí Castelltort Claramunt (2012-2015)
  - Jorge Sainz González (2012)
  - Isabel Aymerich D´Olhaberriague (2009-2011)
  - Fátima Rojas Cimadevila (2008-2009)
  - Carmen Balsa Pascual (2006-2008)
  - María Jesús Serviá Reymundo (2004-2006)
  - María José Canel Crespo (2002-2004)
  - Manuel Barranco Mateos (2000-2002)
  - Francisco Marhuenda García (1999-2001)
  - Javier Fernández-Lasquetty y Blanc (1996-1999)
  - Juan Fernando López Aguilar (1995-1996)
  - Javier Trueba Gutiérrez (1993-1995)
  - Francisco Javier Fernández Vallina (1991-1993)
  - Enrique Guerrero Salom (1988-1991)
  - Miguel Barroso Ayats (1986-1988)
  - Manuel Reyes Mate Rupérez (1982-1986)
- Dirección General de Evaluación y Cooperación Territorial
  - Mónica Domínguez García (2022- )
  - María Dolores López Sanz (2020-2022)
  - María de la Consolación Velaz de Medrano Ureta (2018-2020)
  - Marco Aurelio Rando Rando (2017-2018)
  - José Luis Blanco López (2015-2017)
  - Ignacio Sánchez Pérez (2014-2015)
  - Alfonso González Hermoso de Mendoza (2012-2014)
  - Xavier Gisbert da Cruz (2012)
  - Rosa Peñalver Pérez (2008-2012)
- Dirección General de Cooperación Territorial y Alta Inspección
  - María Antonia Ozcariz Rubio (2004-2008)
  - Juan Ángel España Talón (2000-2004)
- Dirección General de Coordinación y de la Alta Inspección 
  - María Ángeles González García (1999-2000)
  - Roberto Mur Montero (1998-1999)
  - Teófilo González Vila (1996-1998)
  - Francisco Ramos Fernández-Torrecilla (1993-1996)
  - Jordi Menéndez Pablo (1988-1993)
  - José María Bas Adam (1986-1988)
  - Juan Romero González (1985-1986)
  - Manuel de Puelles Benítez (1982-1985)
- Dirección General de la Oficina de Coordinación y de la Alta Inspección 
  - Rogelio Medina Rubio (1981-1982)
- Dirección General de Planificación, Innovación y Gestión de la Formación Profesional
  - María Paz Sánchez Martínez (2024- )
  - Pilar Varela Díaz (2022-2024)
- Dirección General de Formación Profesional
  - Clara Sanz López (2018-2020)
  - Fernando Sánchez-Pascual Neira (2018)
  - Rosalía Serrano Velasco (2016-2018)
  - Ángel de Miguel Casas (2012-2016)
  - María Dolores Calvo Benedí (2012)
  - Miguel Soler Gracia (2008-2012)
- Dirección General de Educación, Formación Profesional e Innovación Educativa
  - José Luis Pérez Iriarte (2004-2008)
  - José Luis Mira Lema (2000-2004)
- Dirección General de Formación Profesional y Promoción Educativa 
  - Dolores de la Fuente Vázquez (1999-2000)
  - Fernando Luis de Lanzas Sánchez del Corral (1998-1999)
  - Antonio Peleteiro Fernández (1996-1998)
- Dirección general de Formación Profesional Reglada y Promoción Educativa 
  - Francesc Colomé Montserrat (1995-1996)
  - Francisco de Asís Blas Aritio (1990-1995)
- Dirección General de Promoción Educativa
  - José Ignacio Cartagena de la Peña (1988-1990)
  - José Segovia Pérez (1986-1988)
  - José María Bas Adam (1983-1986)
- Dirección General de Evaluación y Ordenación del Sistema Educativo
  - Javier Vidal García (2008-2009)
- Dirección General de Planificación y Gestión Educativa
  - Susana Tejadillos Perona (2024- )
  - María del Ángel Muñoz Muñoz (2022-2024)
  - José Manuel Bar Cendón (2021-2022)
  - Diego Fernández Alberdi (2018-2021)
  - José María Fernández Lacasa (2016-2018)
- Dirección General de Centros Educativos 
  - Marco Aurelio Rando Rando (1999-2000)
  - José Antonio Cagigas Rodríguez. (1998-1999)
  - Francisco López Rupérez (1996-1998)
- Dirección General de Centros Escolares 
  - Carmen Maestro Martín (1988-1996)
  - María Concepción Toquero Plaza (1987-1988)
  - Jaime Naranjo Gonzalo (1986-1987)
- Dirección General de Educación Básica
  - Jaime Naranjo Gonzalo (1984-1986)
  - Blanca Guelbenzu Valdés (1982-1984)
  - Pedro Caselles Beltrán (1977-1982)
  - Andrés Suárez y Suárez (1977)
- Dirección General de Enseñanzas Medias
  - José Segovia Pérez (1982-1986)
  - Raúl Antonio Vázquez Gómez (1977-1982)
- Dirección General de Renovación Pedagógica
  - Jesús Palacios González (1995-1996)
  - César Coll Salvador (1992-1995)
  - Álvaro Marchesi Ullastres (1986-1992)
- Dirección General de Política Universitaria
  - Jorge Sainz González (2012-2015)
  - Federico Morán Abad (2012)
  - Juan José Moreno Navarro (2009-2012)
- Dirección General de Atención, Participación y Empleabilidad de Estudiantes Universitarios 
  - Mercedes Chacón Delgado (2011)
- Dirección General de Formación y Orientación Universitaria
  - Mercedes Chacón Delgado (2009-2011)
- Dirección General de Universidades
  - Felipe Pétriz Calvo (2008-2009)
  - Javier Vidal García (2006-2008)
  - Carmen Ruiz-Rivas Hernando (2004-2006)
  - Pedro Chacón Fuertes (2002-2004)
  - José Ismael Crespo Martínez (2000-2002)
  - Manuel Cobo del Rosal (1977-1979)
- Dirección General de Enseñanza Superior e Investigación Científica
  - Tomás García-Cuenca Ariati (1997-2000)
  - Alfonso Fernández-Miranda Campoamor (1996-1997)
- Dirección General de Investigación Científica y Enseñanza Superior
  - Eladio Montoya Melgar (1995-1996)
- Dirección General de Enseñanza Superior
  - Luis Egea Martínez (1995)
  - Emilio Octavio de Toledo y Ubieto (1993-1994)
  - Ana María Crespo de las Casas (1991-1993)
  - Francisco Javier Fernández Vallina (1990-1991)
  - Francisco de Asís Blas Aritio (1986-1990)
- Dirección General de Enseñanza Universitaria
  - Alfredo Pérez Rubalcaba (1985-1986)
  - Emilio Lamo de Espinosa Michels (1982-1985)
- Dirección General de Ordenación Universitaria y Profesorado
  - José Manuel Pérez-Prendes y Muñoz de Arracó (1981-1982)
  - Ángel Viñas Martín (1981)
- Dirección General de Ordenación Académica y Profesorado
  - Vicente Gandía Gomar (1979-1981)
- Dirección General de Programación Económica, Personal y Servicios
  - Gregorio Moreno López (2003-2004)
  - Engracia Hidalgo Tena (2000-2003)
- Dirección General de Personal y Servicios
  - Rafael Catalá Polo (1999-2000)
  - Carmen González Fernández (1996-1999)
  - Adolfo Navarro Muñoz (1995-1996)
  - Gonzalo Junoy García de Viedma (1985-1995)
  - Felicísimo Muriel Rodríguez (1984-1985)
  - Julio Seage Mariño (1982-1984)
- Director General de Personal
  - Victoriano Colodrón Gómez (1981-1982)
  - Fernando Lanzaco Bonilla (1979-1981)
  - Matías Valles Rodríguez (1977-1979)
- Dirección General de Programación Económica
  - Engracia Hidalgo Tena (1996-2000)
- Dirección General de Programación e Inversiones
  - Juan Pérez Rodríguez (1995-1996)
  - Alejandrino Gallego Rodríguez (1995)
  - José María Bas Adam (1988-1995)
  - Manuel Souto Alonso (1985-1988)
  - Francisco Arance Sánchez (1981-1985)
  - Félix Díez Burgos (1979-1981)
  - Francisco Arance Sánchez (1977-1979)
- Dirección General de Relaciones Internacionales
  - José Manuel Martínez Sierra (2009-2010)
- Secretaría General Técnica
  - Laura Manzano Palomo (2024- )
  - Santiago Antonio Roura Gómez (2022-2024)
  - Carmen Burguillo Burgos (2020-2023) (*)
  - Liborio López García (2018-2022)
  - Mónica Fernández Muñoz (2016-2018)
  - José Canal Muñoz (2008-2016)
  - Aurelio Pérez Giralda (2006-2008)
  - Javier Díaz Malledo (2004-2006)
  - Rosa Rodríguez Pascual (2003-2004)
  - José Luis Cádiz Deleito (2000-2003)
  - Tomás González Cueto (1999-2000)
  - Juan Antonio Puigserver Martínez (1996-1999)
  - Javier Lamana Palacios (1995-1996)
  - Alfredo Robles Montaña (1994-1995)
  - José Luis Pérez Iriarte (1991-1994)
  - Juan Antonio Gimeno Ullastres (1989-1991)
  - María Concepción Toquero Plaza (1988-1989)
  - Enrique Guerrero Salom (1987-1988)
  - Joan Romero González (1986-1987)
  - Manuel de Puelles Benítez (1985-1986)
  - Joaquín Arango Vila-Belda (1982-1985)
  - José Manuel Tejerizo López (1981-1982)
  - Miguel Ángel Arroyo Gómez (1979-1981)
  - José María Elías de Tejada Lozano (1978-1979)
  - Miguel Ángel Sánchez-Terán Hernández (1977-1978)

(*) En Ministerio de Universidades